# Veliki Gradac
Veliki Gradac (régebben Srednji Gradac) falu Horvátországban, Sziszek-Monoszló megyében. Közigazgatásilag Glinához tartozik.

## Fekvése
Sziszek városától légvonalban 24, közúton 37 km-re délnyugatra, községközpontjától légvonalban 14, közúton 17 km-re délkeletre, a Zrinyi-hegység északi lejtőin fekszik.

## Története
A török hódítás előtt a falunak és a felette emelkedő várnak, melyet Srednji Gradacnak neveztek birtokosai a Babonićok voltak. A vár építtetői is ők lehettek. Helyzetük 1335-ben változott meg drámaian, amikor Babonić István fegyvert fogott Károly Róbert király ellen és kegyvesztett lett, birtokait elveszítette. A birtokokat a család másik ága a Blagay család vette át, akik még újabbakat is szereztek mellé. A várat a 15. század végén említik először, amikor Frangepán Márton a zágrábi káptalannak ajándékozta. A 15. század második felében török seregek hatoltak be a Báni végvidékre nagy pusztítást végezve a Kulpa és az Una közötti térségben. A támadások 1491-ben és 1493-ban is megismétlődtek. 1493. szeptember 9-én a korbávmezei csatában szétverték a bán vezette horvát sereget. 1512-ben elözönlötték az Unamentét, de ekkor még kiűzték őket. A következő évtizedekben azonban már nagy pusztítást vittek véghez. Ebben a helyzetben szükségessé vált a horvát és a szlavón katonai határőrvidék megalapítása. Glina és térsége a horvát határőrvidék része lett, melynek központja Károlyváros volt. 1566-ban a török elfoglalta Kostajnicát, a térségre a legvéresebb csaták időszaka mégis 1592, Bihács eleste után köszöntött. 1593-ban Sziszeket támadta a török, de a horvát védők sikeresen védték meg. A veliki gradaci vár még egy ideig a határvédelmi rendszer része volt, a 16. század végén azonban a keresztény erők visszavonásakor a bécsi haditanács rendeletére lerombolták.
A horvát szábor a 17. század folyamán nagy gondot fordított a Kulpa és az Una közötti terület védelmére és megerősítésére. A sikeres védelmi harcok következtében 1689-re a határ visszatért az Una folyóhoz. Veliki Gradac a környék számos településéhez hasonlóan a 17. század vége felé népesült be Boszniából menekült pravoszlávokkal. 1696-ban a szábor a bánt tette meg a Kulpa és az Una közötti határvédő erők parancsnokává, melyet hosszas huzavona után 1704-ben a bécsi udvar is elfogadott. Ezzel létrejött a Báni végvidék (horvátul Banovina), mely katonai határőrvidék része lett. 1745-ben megalakult a Glina központú első báni ezred, melynek fennhatósága alá ez a vidék is tartozott. 1881-ben megszűnt a katonai közigazgatás és Zágráb vármegye Glinai járásának része lett. A falunak 1857-ben 819, 1910-ben 1155 lakosa volt. 1918-ban az új szerb-horvát-szlovén állam, majd később Jugoszlávia része lett. A második világháború idején a Független Horvát Állam része volt. A falu 1991. június 25-én a független Horvátország része lett, de szerb lakói a Krajinai Szerb Köztársasághoz csatlakoztak. A falut 1995. augusztus 8-án a Vihar hadművelettel foglalta vissza a horvát hadsereg. A lakosság elmenekült, de később néhány főként idős ember visszatért. A településnek 2011-ben 126 lakosa volt, akik mezőgazdasággal és állattartással foglalkoztak.

## Népesség
| Lakosság változása | Lakosság változása | Lakosság változása | Lakosság változása | Lakosság változása | Lakosság változása | Lakosság változása | Lakosság változása | Lakosság változása | Lakosság változása | Lakosság változása | Lakosság változása | Lakosság változása | Lakosság változása | Lakosság változása | Lakosság változása |
| ------------------ | ------------------ | ------------------ | ------------------ | ------------------ | ------------------ | ------------------ | ------------------ | ------------------ | ------------------ | ------------------ | ------------------ | ------------------ | ------------------ | ------------------ | ------------------ |
| 1857               | 1869               | 1880               | 1890               | 1900               | 1910               | 1921               | 1931               | 1948               | 1953               | 1961               | 1971               | 1981               | 1991               | 2001               | 2011               |
| 819                | 768                | 816                | 1.021              | 1.098              | 1.155              | 1.189              | 1.257              | 1.052              | 1.034              | 986                | 879                | 762                | 708                | 123                | 126                |

## Nevezetességei
- Szent Péter és Pál apostolok tiszteletére szentelt pravoszláv parochiális temploma 1905-ben épült. 1941. november 19-én az usztasák lerombolták. Felgyújtották a parókiát is, mely 1942-ben az usztasák és a partizánok közötti harcokban semmisült meg végleg. A templom a Bručina-patak feletti kis dombon állt, ahol ma a temető van. Mivel fából építették nyoma sem maradt, pontos helyén még a helyiek sem ismerik. Egyik ikonját a varasdi vár múzeumában őrzik.
- Srednji Gradac várának maradványai a Bručina-patak fölé emelkedő kis dombon találhatók. Legkönnyebben a háborús emlékmű irányából a patakon keresztül közelíthető meg. A várnak mára csak csekély maradványai láthatók, mégis jól kivehető a trapéz alaprajzú egykori várkastély, a kaputorony, egy sokszögű védőtorony és két féltorony alaprajza. A várat a 15. század végén említik először, amikor Frangepán Márton a zágrábi káptalannak ajándékozta, akik ezután felépítették a közeli Mali Gradac várát is. Ezután a két vár sorsa szorosan összekapcsolódott. Már az 1530-as években komoly volt az aggodalom, hogy az Una és a Száva közötti térségbe benyomuló török sereg mindkét várat elfoglalja és lerombolja mégis az első károkat a Zrínyiek és a káptalan közötti összecsapásban szenvedte el. A viszály miatt a keresztény erők nem tudták megakadályozni, hogy a török a térség mintegy negyed részét elfoglalja. 1563-ban Lenkovich Iván uszkók főkapitány jelentésében azt írja, hogy a várat 32 főnyi őrség védi. A vár még egy ideig a határvédelmi rendszer része volt, a 16. század végén azonban a keresztény erők visszavonásakor a bécsi haditanács rendeletére lerombolták, nehogy a török támaszpontul használhassa fel. Ezután már nem építették újjá és többé nem is említik.
- Régi malom a Bručina-patakon.
- A nemzeti felszabadító háború áldozatainak emlékháza 1959-ben épült.